# Аморик
Вижте пояснителната страница за други значения на Лора.
Amoric е популярна българска англоезична алтернативна рок група, създадена в края на 1990-те, известна до ноември 2007 като група Лора по името на вокалистката Лора Димитрова.

## История
Групата е създадена под името „Лора“ през 1998 г. в Бургас, България от Лора Димитрова, Явор Димитров, Красимир Тенев и Янко Генов. В началото групата свири в малки клубове, като изпълнява кавър версии и няколко месеца по-късно вече имат участия в столицата София, както и в други български градове.
През 2000 г. групата записва 11 авторски песни на английски език, а през лятото на 2001 Лора подписват договор със ''Stars Records'' за издаването на албума на български език.
През същата година групата заснема видеоклип към песента „Рая“, която печели награда за „Най-добра рок песен за 2001“ на годишните музикални награди на телевизия ММ. Групата е номинирана и за най-добър дебют от Мело ТВ Мания (Музикално предаване по БНТ).
През юни 2002 г. видеоклипът към песента „Нова“ вече се върти по музикалните канали, а месец по-късно излиза и мултимедиен албум със същото име.
„Рая“ и „Нова“ са сред топ 10 на множество радио и телевизионни класации.
През 2002 г., група Лора получават номинации за „Най-добра рок група“ от Melo TV Mania, „Най-добра рок песен“ и „Най-добър рок албум“ от телевизия ММ, както и номинация от BG радио. През същата година, групата заснема анимиран видеоклип към песента „Джунгла“ – друг хит от дебютния им албум, който също добива широка популярност сред публика и критици.
През лятото на 2004 г. излиза нов клип към песента „Леко“, която отново влиза в българските класации и по-късно е включена към „Playlist – stroeja.com“ (сборен диск с алтернативна музика – мултимедиен проект, представен от софийския клуб „Строежа“). През декември 2004 г. групата заминава за Южна Корея, където имат многобройни изпълнения пред местна и американска публика.
След завръщането си през 2005 г. продължават концертната си дейност из страната, като междувременно работят и по записването на нови песни.
Последният им сингъл „Недей“ излиза в края на 2006 г. и се задържа седмици в топ позициите на български радиостанции. „Недей“ също е номинирана за „Най-добра рок/алтернативна песен“ за годишните музикални награди на телевизия ММ.
Група „Лора“ пишат музика и текстове и за много други български изпълнители. Групата много често изпълнява и английските версии на авторските си парчета.
От ноември 2007, група „Лора“ са с ново име – „Amoric“. Групата е в Дъблин, Ирландия, където имат изпълнения на живо и записват песни за предстоящ албум.
През 2008 групата има множество радио и телевизионни изяви и участия на живо на ирландска сцена, сред които и местния Bray Summer Festival. „Amoric“ печелят и East Coast Music Idol Competition, продължил 7 седмици с над 20 надпреварващи се групи. Една от новите им песни (Photograph) е включена в компилацията Riot On Sunset Vol. 11 и е издадена от 272 Records в САЩ.
През април 2008 Явор Димитров напуска групата поради здравословни причини. Неговото място заема Станислав Вълчев, известен още като Zac Savage. През същата година Мирослав Иванов заминава за Ирландия, присъединявайки се към група „Amoric“ като китарист и основен композитор. С Мирослав в състава си групата записва албум през септември 2008 в Temple Lane Studios – Дъблин заедно с номинирания за Грами продуцент Брус Шугар. Групата издава още един албум, последван от множество участия на музикални фестивали в Ирландия, както и SolFest в Англия.
За промотирането на албума си от 2010 г. Keep Up в България групата се обръща към „Монте Мюзик“.
През 2013 г. групата записва албума Means To Sedate.

## Членове на групата
- Лора Димитрова – вокали, хармоника
- Явор Димитров – китара, вокали (1998 – 2008)
- Станислав Вълчев – китара (от април 2008)
- Мирослав Иванов – китара (от 2008)
- Красимир Тенев – бас китара
- Янко Генов – барабани

## Дискография
- 2002 г. – „Нова“
- 2005 г. – участие в компилацията „Playlist“ с песента „Леко“
- 2008 г. – участие в компилацията „Riot On Sunset Vol. 11“ с песента „Photograph“
- 2008 г. – участие в компилацията „Credit to the nation“
- 2009 г. – ново ЕР в началото на 2009

### Албуми
- Amoric
- Keep Up
- Means to Sedate

### Видеоклипове
- Нова (2002)
- Рая (2002)
- Леко (2004)
- Keep Up (2010)
- 7 a.m. (2010)
- Care (2011)

## Номинации и награди
| година (2001 – 2007) | категория                        | от                | за      | спечелена награда/номинация |
| 2001                 | Най-добра рок песен за 2001      | телевизия ММ.     | „Рая“   | награда                     |
| 2001                 | Най-успешен дебют за 2001        | МелоТВМания (БНТ) | —       | номинация                   |
| 2002                 | Най-добра рок група              | МелоТВМания (БНТ) | —       | номинация                   |
| 2002                 | Най-добра рок песен              | ТВ ММ             | —       | номинация                   |
| 2002                 | Най-добър рок албум              | ТВ ММ             | „Нова“  | номинация                   |
| 2006                 | Най-добра рок/алтернативна песен | ТВ ММ             | „Недей“ | номинация                   |